# Kabinett Stankevičius
Das Kabinett Stankevičius war die siebente litauische Regierung seit 1990. Sie wurde nach der Parlamentswahl in Litauen 1992 gebildet. Die Regierungspartei war LDDP. Laurynas Mindaugas Stankevičius (1935–2017) wurde vom Präsidenten 1996 bestätigt. Die Vereidigung fand danach im Seimas statt.

## Zusammensetzung
| Position                         | Person                          | Lebensdaten | Lebensdaten | Partei | Zeit           | Zeit           |
| Position                         | Person                          | von         | bis         | Partei | von            | bis            |
| -------------------------------- | ------------------------------- | ----------- | ----------- | ------ | -------------- | -------------- |
| Premier                          | Laurynas Mindaugas Stankevičius | 1935        | 2017        | LDDP   | 1996           | November 1996  |
| Bildung und Wissenschaft         | Vladislavas Domarkas            | 1939        | 2016        |        | 1996           | November 1996  |
| Finanzen                         | Algimantas Križinauskas         | 1958        |             |        | 1996           | November 1996  |
| Wirtschaft                       | Antanas Zenonas Kaminskas       | 1953        |             |        | 1996           | November 1996  |
| Verkehr                          | Jonas Biržiškis                 | 1932        |             |        | 1996           | November 1996  |
| Energie                          | Saulius Aloyzas Bernardas Kutas | 1935        |             |        | 1996           | November 1996  |
| Kultur                           | Juozas Nekrošius                | 1935        | 2020        |        | 1996           | November 1996  |
| Verteidigung                     | Linas Linkevičius               | 1961        |             |        | 1996           | November 1996  |
| Soziales und Arbeit              | Mindaugas Mikaila               | 1957        |             |        | 1996           | November 1996  |
| Landwirtschaft                   | Vytautas Einoris                | 1930        | 2019        |        | 1996           | November 1996  |
| Waldwirtschaft                   | Albertas Vasiliauskas           | 1935        |             |        | 1996           | November 1996  |
| Innen                            | Virgilijus Vladislovas Bulovas  | 1939        |             |        | 1996           | November 1996  |
| Äußeres                          | Povilas Gylys                   | 1948        |             |        | 1996           | November 1996  |
| Justiz                           | Jonas Prapiestis                | 1952        |             |        | 1996           | 23. April 1996 |
| Justiz                           | Albertas Valys                  | 1953        |             |        | 23. April 1996 | November 1996  |
| Kommunikationen und Informatik   | Vaidotas Blažiejus Abraitis     | 1942        |             |        | 1996           | November 1996  |
| Verwaltungsreformen und Kommunen | Petras Papovas                  | 1947        |             |        | 1996           | November 1996  |
| Bau und Urbanistik               | Aldona Baranauskienė            | 1948        |             |        | 1996           | November 1996  |
| Industrie und Handel             | Kazimieras Juozas Klimašauskas  | 1938        | 2005        |        | 1996           | November 1996  |
| Umweltschutz                     | Bronius Bradauskas              | 1944        |             |        | 1996           | November 1996  |
| Gesundheit                       | Antanas Vinkus                  | 1942        |             |        | 1996           | November 1996  |